# Алибеков, Магомедсайгид Магомедгабибович
Магомедсайгид Магомедгабибович Алибеков (род. 16 марта 1990) — российский борец вольного стиля и армейского рукопашного боя, боец смешанных единоборств, победитель чемпионата Республики Дагестан по вольной борьбе, чемпион района и города Избербаш по Вольной борьбе. Мастер спорта России по вольной борьбе, Мастер спорта по грэпплингу, Мастер спорта России международного класса по армейскому рукопашному бою, Мастер спорта по смешанному боевому искусству (ММА). В смешанных единоборствах провёл 17 поединков, из которых в 14 одержал победы.Обладатель пояса чемпиона Fight Nights Global

## Биография
На вольную борьбу в возрасте семи лет привел отец. После окончания школы в 2008 году поступил в Военную академию РВСН имени Петра Великого и начал заниматься армейским рукопашным боем. В 2013 году закончил академию и в 2014 году решил дебютировать профессионально в ММА

## Любительская карьера
Победитель чемпионата Республики Дагестан по вольной борьбе, чемпион района и города Избербаш по Вольной борьбе. Мастер спорта по вольной борьбе, Мастер спорта по грэпплингу, Мастер спорта России международного класса по армейскому рукопашному бою, Мастер спорта по смешанному боевому искусству (ММА) двукратный чемпион Вооруженных сил РФ по армейскому рукопашному бою , Чемпион СНГ по армейскому рукопашному бою, Чемпион Дальневосточного федерального округа по ММА, Серебряный призёр России по грэпплингу

## Профессиональная карьера
Профессиональный дебют случился в 2014 году в дальневосточной лиге MFP. В дальнейшем Алибеков перешел в Fight Nights Global, где взял чемпионский пояс на турнире Fight Nights Global 63. В 2020 Магомедсайгид перешел в ACA, где сразу вышел на очень серьёзных противников. В декабре 2022 года Магомедсайгид победил Алексея Кунченко в рамках RCC.